# 塔巴洛索斯區
6°23′19″S 76°38′04″W / 6.3885°S 76.6344°W
塔巴洛索斯區（西班牙語：Distrito de Tabalosos），是秘魯的一個區，位於該國中北部聖馬丁大區的拉馬斯省，始建於1876年11月25日，面積485.3平方公里，海拔高度600米，2005年人口12,427，人口密度每平方公里26人。